# Ava (Dichterin)
Frau Ava, auch Ava von Göttweig oder Ava von Melk (* um 1060; † wahrscheinlich 7. Februar 1127 bei Melk oder in Kleinwien bei Göttweig), ist eine der ersten namentlich bekannten deutschsprachigen Dichterinnen. Ihre Werke wurden im 12. Jahrhundert – verglichen mit anderen nichtlateinischen Texten – vielfach abgeschrieben.

## Leben und Wirken
Frau Ava führte zunächst ein weltliches Leben, war verheiratet und hatte zwei Söhne (Hartmann und Heinrich). Als Witwe zog sie sich in höherem Alter in ein Kloster zurück. Ihre beiden Söhne, die vermutlich Geistliche waren, unterstützten die Mutter bei ihren religiösen Dichtungen.
In ihrem Gedicht Das Jüngste Gericht  berichtet sie von ihren Söhnen und nennt am Schluss ihren Namen:
| Das Jüngste Gericht (Auszug) |  | Übertragung ins Neuhochdeutsche |
| Dizze buoch dihtôte zweier chinde muoter. diu sageten ir disen sin. michel mandunge was under in. der muoter wâren diu chint liep, der eine von der werlt sciet. nu bitte ich iuch gemeine, michel unde chleine, swer dize buoch lese, daz er sîner sêle gnâden wunskende wese. unde dem einen, der noch lebet unde der in den arbeiten strebet, dem wunsket gnâden und der muoter, daz ist AVA. |  | Dieses Buch dichtete zweier Kinder Mutter. Die sagten ihr diesen Sinn. Große Freude war unter ihnen. Der Mutter waren die Kinder lieb, der eine von der Welt schied. Nun bitte ich euch alle, Große und Kleine, Wer auch immer dieses Buch lese, dass er seiner Seele Gnaden wünschend sei. Und dem einen, der noch lebt und der in den Arbeiten strebt, Dem wünschet Gnaden und (auch) der Mutter, genannt AVA. |

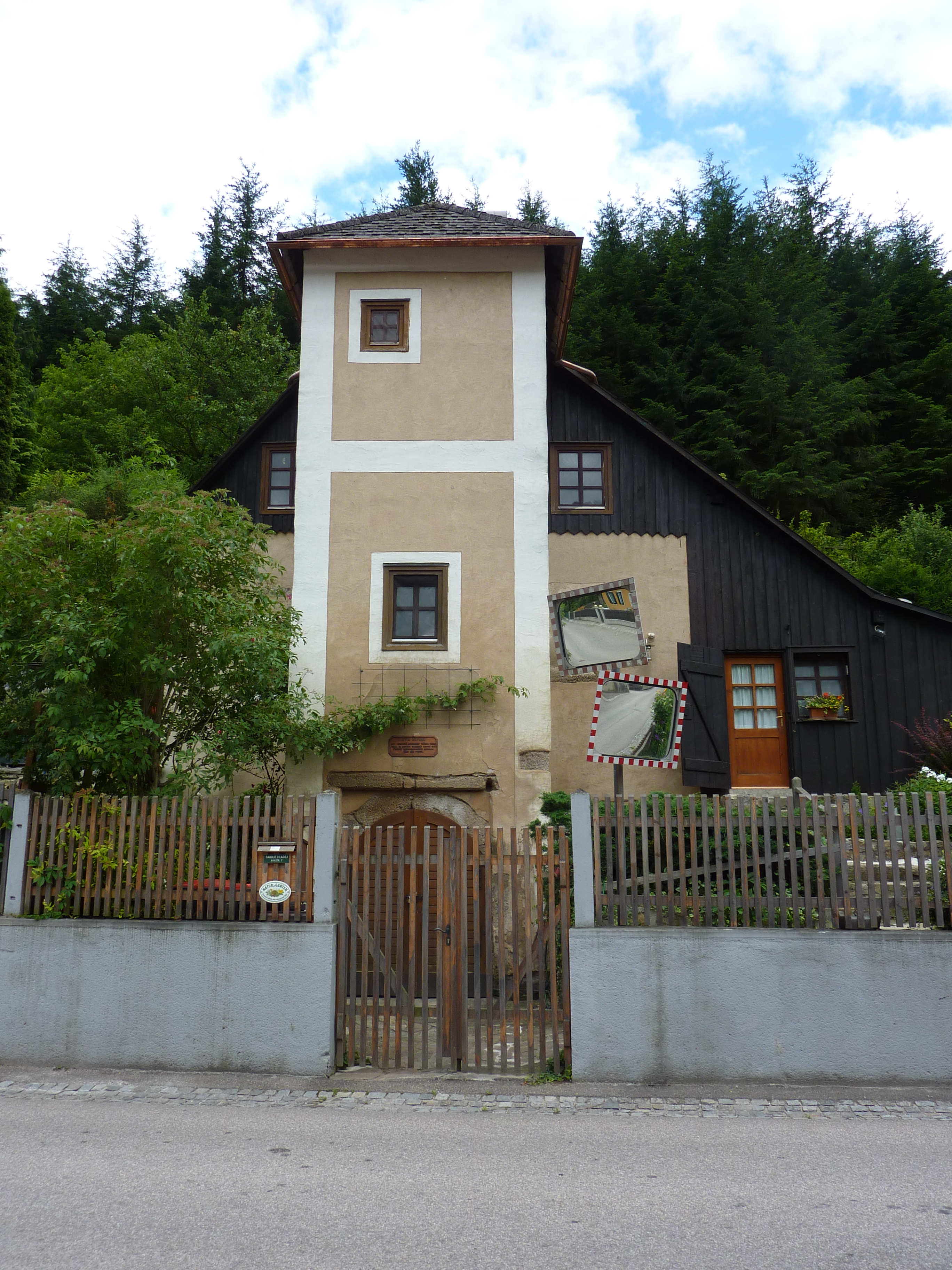
Ava-Turm in Kleinwien

Frau Ava verarbeitete in ihrer Dichtung die Kommentare von Beda, Hrabanus Maurus und Alkuin, Adsos „Libellus de Antichristo“ oder seine lateinische Quelle und andere. Die Gedichte bilden eine Einheit mit dem Thema: Werden, Wirken und Ende der christlichen Kirche. Das Besondere ihrer Dichtung besteht jedoch darin, dass sie viele in ihrer Zeit populäre und bis in unsere Zeit populär gebliebene Motive (wie zum Beispiel Ochs und Esel an der Krippe) in ihre Bibeldichtung einfügt, die in der Bibel selbst nicht überliefert sind. Auch fügt sie Inhalte der Apokryphen in ihre Darstellung ein.
Die Dichterin wird gemeinhin mit einer „Ava inclusa“ (Klausnerin) identifiziert, deren Tod für den 8. Februar 1127 in mehreren Nekrologien, darunter auch denen des Stiftes Melk, verzeichnet wurde (ohne dass ein besonderer Grund angegeben wurde). Daraus kann zunächst auf eine besondere Bedeutung ihrer Person geschlossen werden. Wenn dieser Eintrag sich tatsächlich auf die Dichterin bezieht, kann man annehmen, dass sie nach dem Tode ihres Mannes als Klausnerin in der niederösterreichischen Benediktinerabtei Göttweig, gegenüber Krems, oder im Stift Melk lebte.
In Klein-Wien bei Göttweig wird heute noch ein (allerdings aus dem Spätmittelalter stammender) Wohnturm „Avaturm“ genannt. Die Kirche St. Blasien in Klein-Wien hingegen steht ziemlich sicher an der Stelle der kleinen Kapelle, die sich dort im frühen 12. Jahrhundert befand.
Auch wenn sie keine offizielle Selige (also auch keine Heilige) ist, wird sie in der römisch-katholischen Kirche verehrt, ihr Gedenktag ist der 7. Februar.

## Werke
- Johannes
- Leben Jesu mit einem abschließenden Teil über Die sieben Gaben des Heiligen Geistes (Vorauer Handschrift)
- Antichrist (Vorauer Handschrift)
- Das Jüngste Gericht (Vorauer Handschrift)

## Textausgaben
- Die Dichtungen der Frau Ava, hrsg. v. Friedrich Maurer. Niemeyer, Tübingen 1966. (= Altdeutsche Textbibliothek; 66)
- Die Dichtungen der Frau Ava, hrsg. v. Kurt Schacks. Akademische Druck- u. Verl.-Anst., Graz 1986. (= Wiener Neudrucke; 8) ISBN 3-201-01312-9
- Ava: Geistliche Dichtungen, hrsg. v. Maike Claußnitzer und Kassandra Sperl. Hirzel, Stuttgart 2014 (= Relectiones. Band 3).